# 馬克·呂特
馬克·呂特（荷蘭語：Mark Rutte，發音：[ˈmɑrk ˈrʏtə] ⓘ；1967年2月14日—），荷蘭政治人物，其曾于2010年至2024年任荷兰首相，是该国迄今任期最長的首相，其連續領導了四屆聯合政府執政，有「不沾鍋馬克」（Teflon Mark）之稱。
2024年10月2日接任成为北大西洋公约组织秘书长。

## 政治生涯

### 荷兰政府部门部长与自由民主人民黨领导
呂特在2002年7月22日至2004年6月17日擔任荷兰社會就業部部长，2004年6月17日至2006年6月27日擔任荷兰教育文化科學部部长，後被選為新任自由民主人民黨領袖。

#### 2006年大選
2006年荷蘭大選，自由民主人民黨失去6席，随后呂特出任第四屆巴爾克嫩德內閣的反對黨領袖。

#### 2010年大選
2010年荷蘭大選，呂特成為自由民主人民黨黨魁及首相參選人。自由民主人民黨在下議院150席中拿下31席，取代執政八年中間偏右基督教民主呼籲成為第一大黨。在歷經漫長的組閣過程後，自由民主人民黨與基督教民主呼籲組成少數派聯合政府，呂特成為新任首相並籌組內閣。這次組閣最為爭議的是，呂特與右派民粹主義、反移民、反伊斯蘭教的自由黨達成協議，以獲取自由黨支持聯合政府。

### 荷蘭首相

#### 第1届
同年10月14日，宣誓就職的呂特成為荷蘭92年來第一位自由主義黨派的首相。（過去65年首相職位總由工黨或基督教民主黨把持）。

#### 第2届
2012年初，原支持呂特內閣的自由黨拒絕支持聯合政府提出的財政緊縮措施，導致聯合政府內閣垮台。由於自由黨撤回支持，呂特被迫提前大選。2012年荷蘭大選，自民黨擴大優勢，其後與工黨組成兩黨執政聯盟的大聯合政府。

#### 第3届

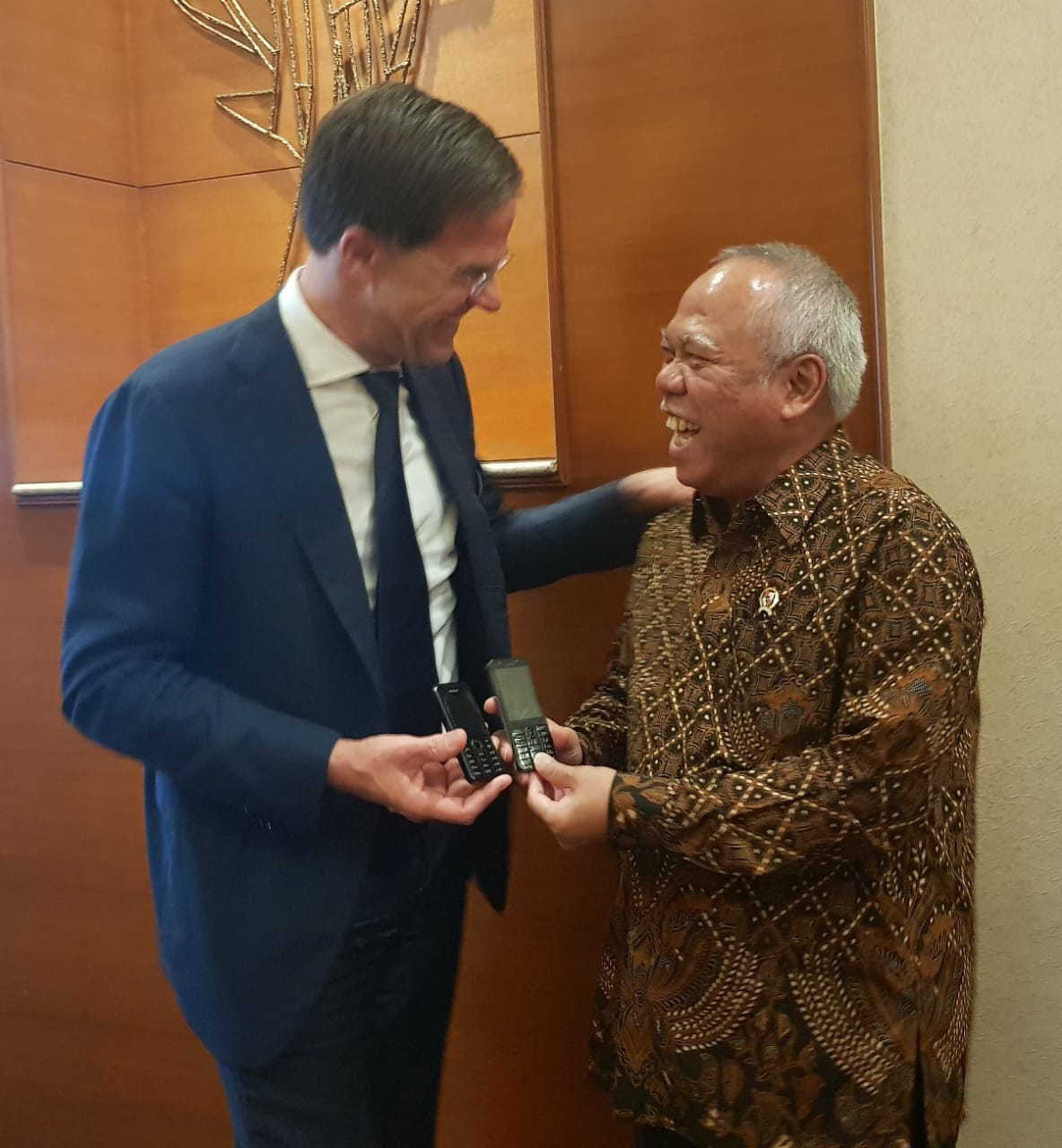
呂特與印度尼西亞公共工程部長巴蘇基·哈迪穆約諾 (Basuki Hadimuljono) 一起展示他們的 2019 年諾基亞手機。

2017年荷蘭大選，自民黨議席減至33席，其後經過七個月談判，與基督教民主呼籲、民主66及基督教聯盟組成中間偏右聯合政府。
2021年1月15日，呂特第三次内閣總辭，為政府錯誤指控荷蘭數千戶家庭涉嫌兒童福利欺詐負責。呂特留任看守首相，到新內閣透過同年3月的大選成立為止，執政伙伴不變。

#### 第4届
2022年1月11日，在2021年荷蘭大選過後10個月後，以呂特為首的聯合政府正式宣誓就職。
2022年8月，吕特打破了吕德·吕贝尔斯的纪录，成为了荷兰史上任期最长的首相。
2023年7月7日，由於荷蘭政府內部對於移民政策存在重大分歧，呂特與內閣召開緊急會議後，正式宣布內閣總辭，向國王威廉-亞歷山大遞交書面辭呈，並繼續擔任看守內閣直至新內閣組成。呂特所屬的自由民主人民黨以及基民黨早前提出，限制每月戰爭難民家屬團聚人數可減少移民流入，但執政聯盟中的其他兩個黨派民主66和基督教聯盟強烈反對。荷蘭聯合政府的四個政黨就移民政策談判三天仍未能達成共識。
2023年7月10日，吕特宣布退出政坛。

#### 外交

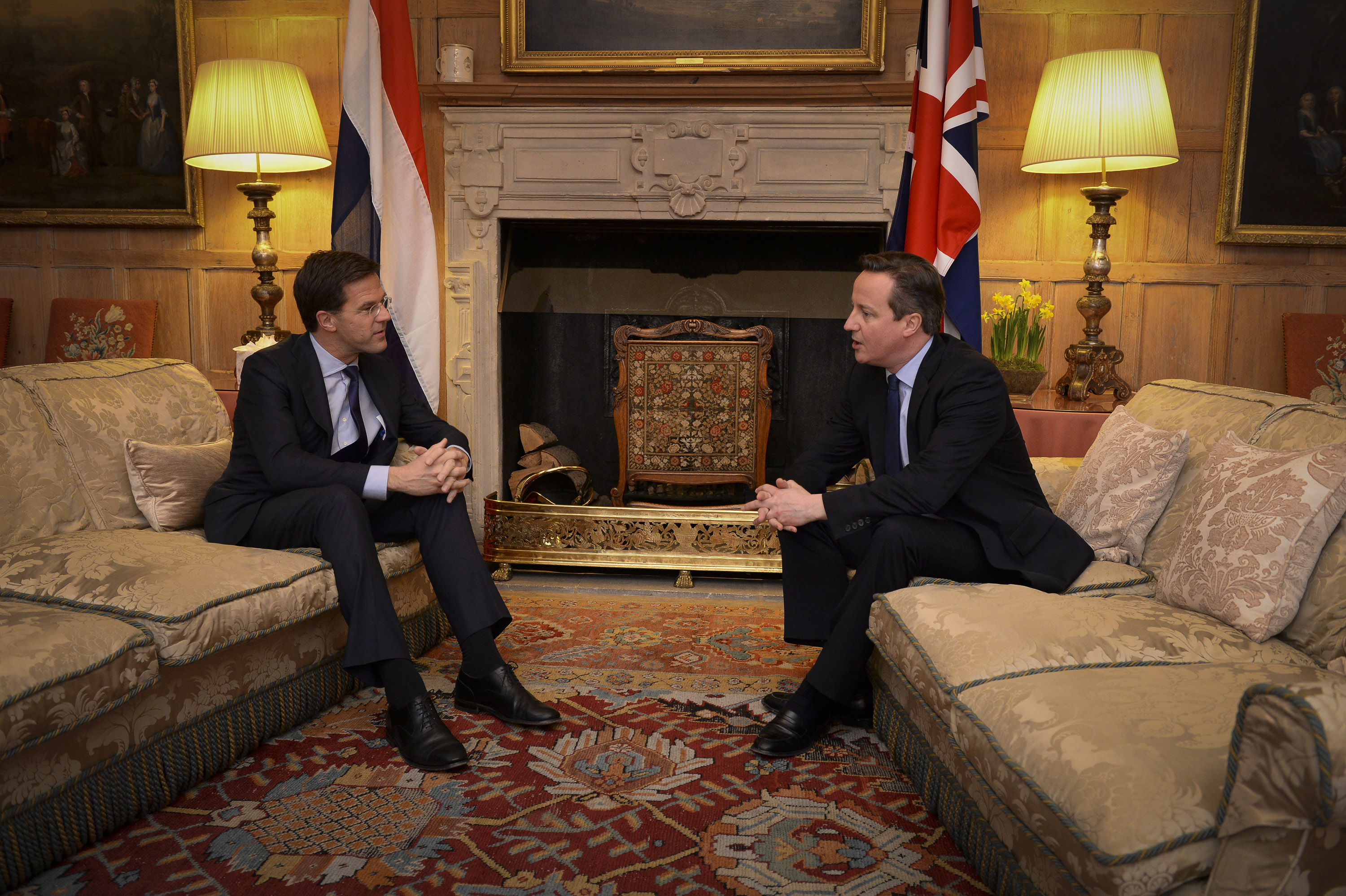
2014年2月21日呂特与英国首相甘民樂会面

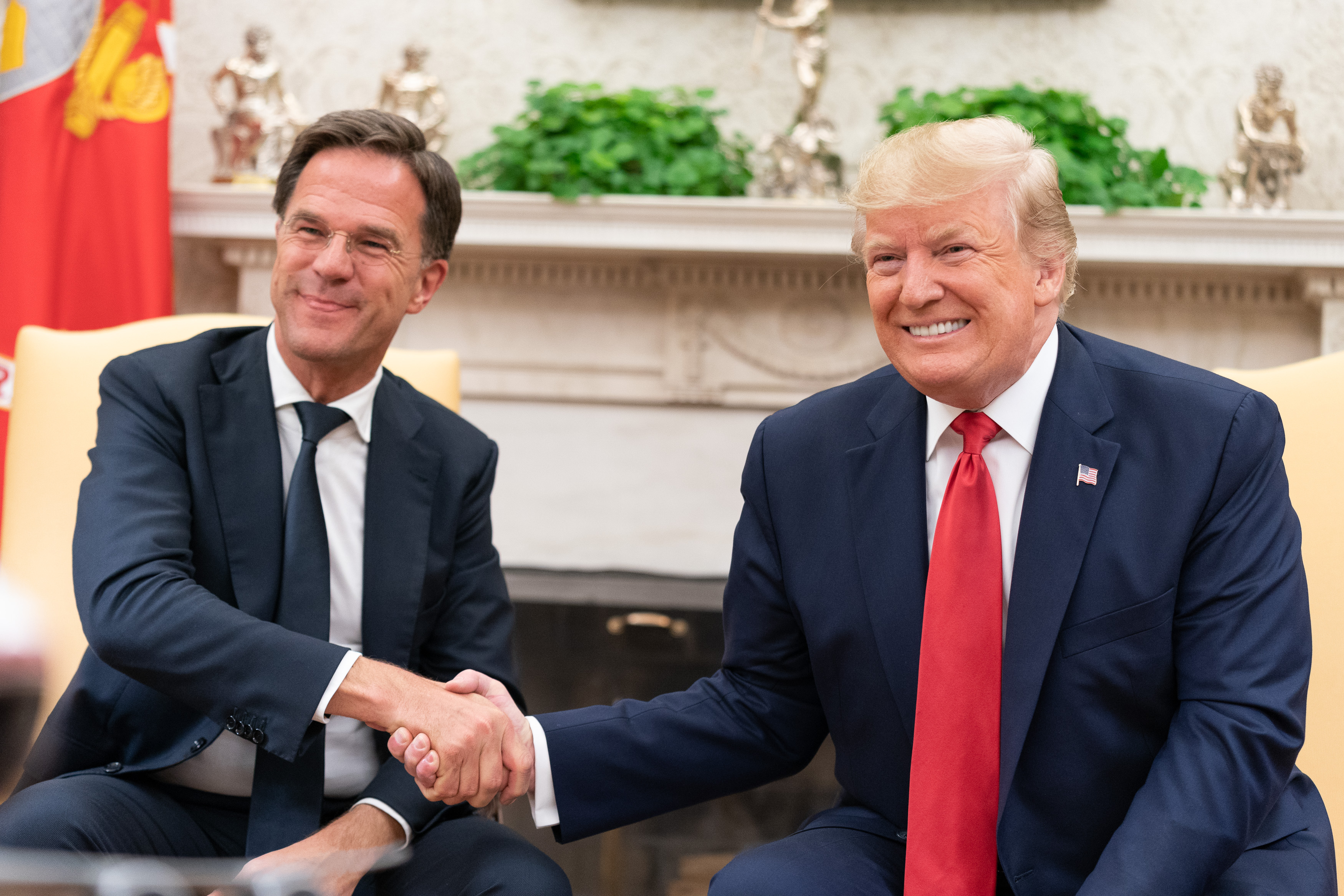
2019年7月18日呂特在椭圆形办公室与美国总统唐纳德·特朗普会面

2019年9月25日，呂特在出席第74届联合国大会期间与時任马来西亚首相马哈迪·莫哈末举行了双边会议。同年10月7日，呂特身穿印尼蜡染服装在西爪哇省茂物市总统府接见印尼总统佐科·维多多，两国领导人还举行了会谈。

### 北约秘书长
2024年6月26日，北约成员国特使会议决定，由馬克·呂特接任斯托尔滕贝格成为北约秘书长，于2024年10月2日就任。
2025年6月，吕特与特朗普会谈，期间二人用“爸爸”作比喻。特朗普说，“他确实说了，他带着感情说的，‘爸爸，你是我的爸爸’。”吕特则否认他称呼特朗普为爸爸。特朗普还展示吕特给他发的短信，“唐纳德，你带领我们来到一个对美国、欧洲乃至世界而言都至关重要的时刻。你将达成任何一位美国总统几十年来都无法取得的成就。”吕特的言行被西方舆论批评“谄媚”。

## 榮譽

### 官方勛獎
- 比利时
  -  大十字級王室勛章（英语：Order of the Crown (Belgium)）（2016年11月28日）
- -  同伴級澳大利亚勋章（2019年10月9日）
- 義大利
  -  騎士大十字級意大利共和國功績勛章（英语：Order of Merit of the Italian Republic）（2022年12月20日）
- 法國
  -  大軍官級法国荣誉军团勋章（2023年4月11日）

## 个人生活
吕特至今未婚，没有亲生子女。他也是荷兰新教教会成員。吕特喜歡罗伯特·卡罗的作品，尤其是他 1974 年出版的關於羅伯特·摩西《權力掮客》的書。而在2021年，吕特仍在海牙一所中學教授2小時的社會研究。吕特有一輛舊的薩博汽車，而且還會開著這輛車出行。